# Haruspex pictilis
Haruspex pictilis là một loài bọ cánh cứng trong họ Cerambycidae.